# 12354 Hemmerechts
12354 Hemmerechts este un asteroid din centura principală de asteroizi.

## Descriere
12354 Hemmerechts este un asteroid din centura principală de asteroizi. A fost descoperit pe 18 august 1993 la Caussols de Eric Walter Elst. Asteroidul prezintă o orbită caracterizată de o semiaxă mare de 3,07 ua, o excentricitate de 0,05 și o înclinație de 10,0° în raport cu ecliptica.